# Huara
Pour l'araignée, voir Huara (genre).
Huara est une commune du Chili située dans la province de Choapa qui fait partie de la région de Tarapacá, dans le Nord du Chili.

## Géographie

### Démographie
En 2016, la population de Huara s'élevait à 2 943 habitants. La superficie de la commune est de 10 475 km2 (densité de 0,3 hab./km).

## Histoire
Le 17 février 1891, Huara est le théâtre d'une bataille entre les congressistes et les forces gouvernementales pendant la guerre civile chilienne de 1891. Pisagua, autrefois ville florissante grâce au salpêtre, et aujourd'hui abandonnée, appartient à la commune.

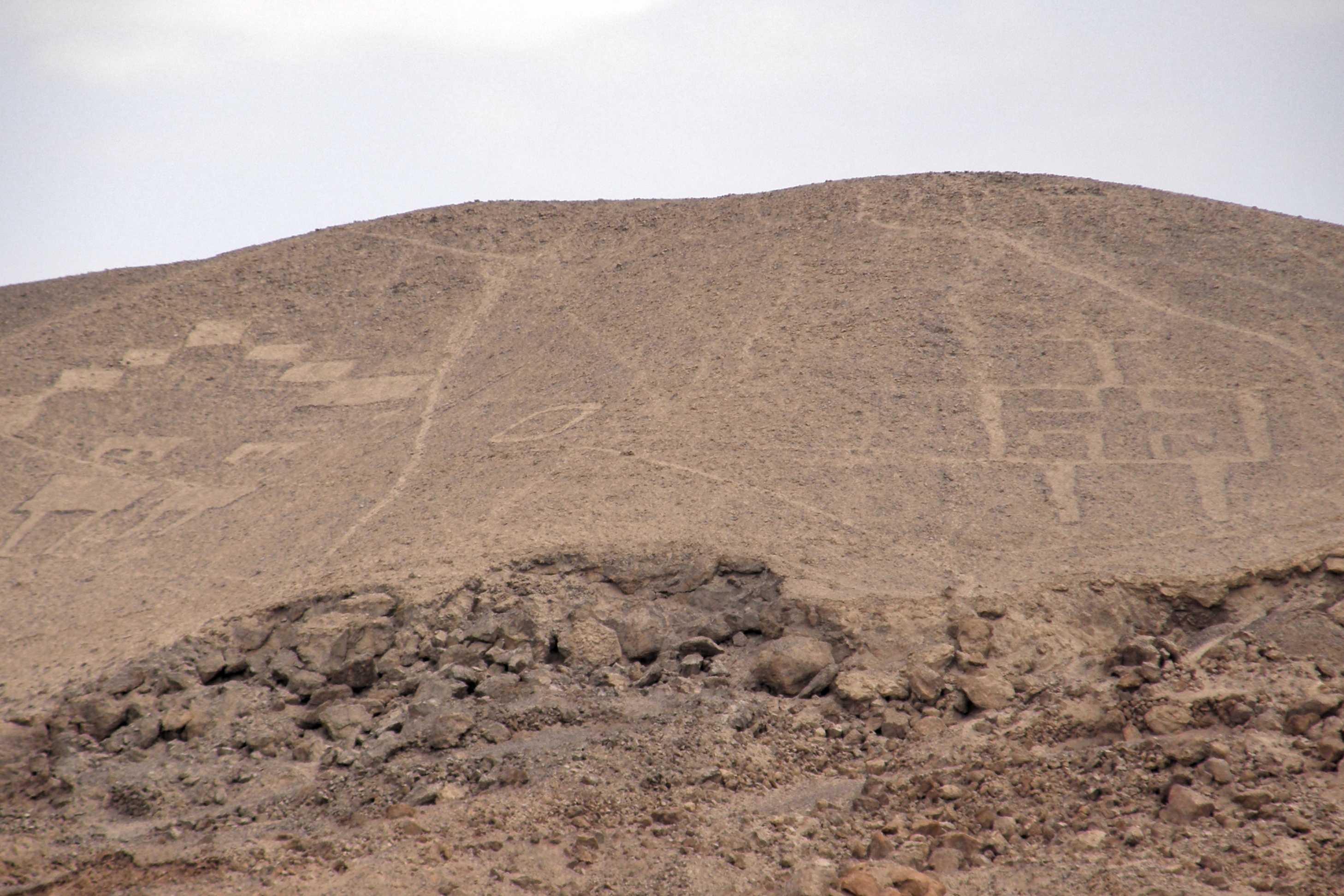
Géoglyphes sur la commune de Huara.